# Barrera entre Hungría y Serbia
La barrera entre Hungría y Serbia —también llamada valla entre Hungría y Serbia o muro entre Hungría y Serbia— (en húngaro: Határőrizeti célú ideiglenes kerítés, literalmente «Cerca fronteriza temporal» o bien Magyarország–Szerbia-határzár) es una barrera fronteriza construida por Hungría en 2015 para detener a los inmigrantes ilegales que entren en el país durante la Crisis migratoria en Europa.
El gobierno húngaro inició la construcción de una valla en la frontera en 2015, quejándose de que la Unión Europea era "demasiado lenta para actuar", y para bloquear el enorme flujo de inmigrantes que entran en la UE a través de la frontera entre Serbia y Hungría.

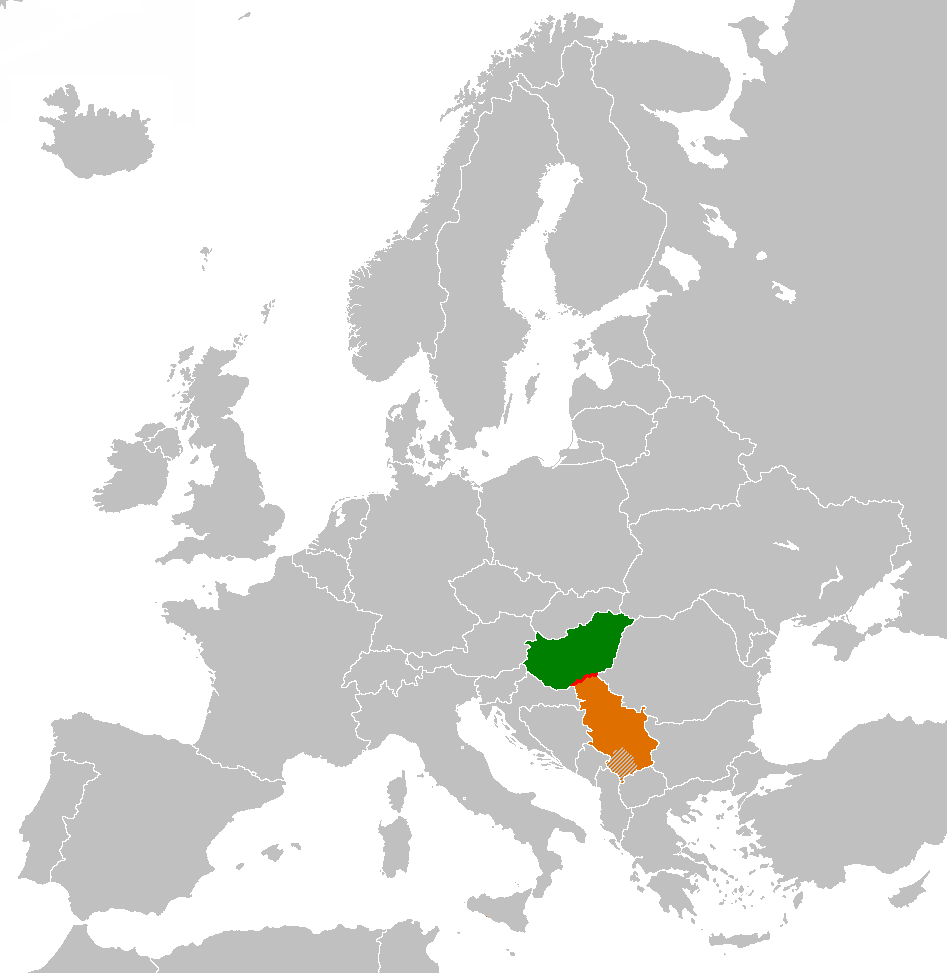
Mapa que muestra la frontera entre los dos países.

## Historia
La frontera entre Hungría y Serbia tiene 175 km (109 millas) de longitud. En junio, el gabinete húngaro aprobó la construcción de una barrera de 4 metros (13 pies) de altura. La construcción de la barrera se inició a principios de julio. A principios de agosto, Hungría estaba en camino de completar la valla antes de fin de año. La valla, que consta de alambre de púas, está siendo construida por contratistas y unos 900 soldados a un costo de 30 000 millones de florines (106 millones de dólares) «y la construcción de dos campamentos para albergar a los solicitantes de asilo».
A mediados de agosto la barrera fue tomando forma como una valla de seguridad doble. Hay una valla exterior construida a toda prisa, compuesta por tres hileras de alambre de púas, programada para ser completada a finales de agosto de 2015. Dentro de ella, hay una barrera resistente de 3,5 metros (11,5 pies) de altura.

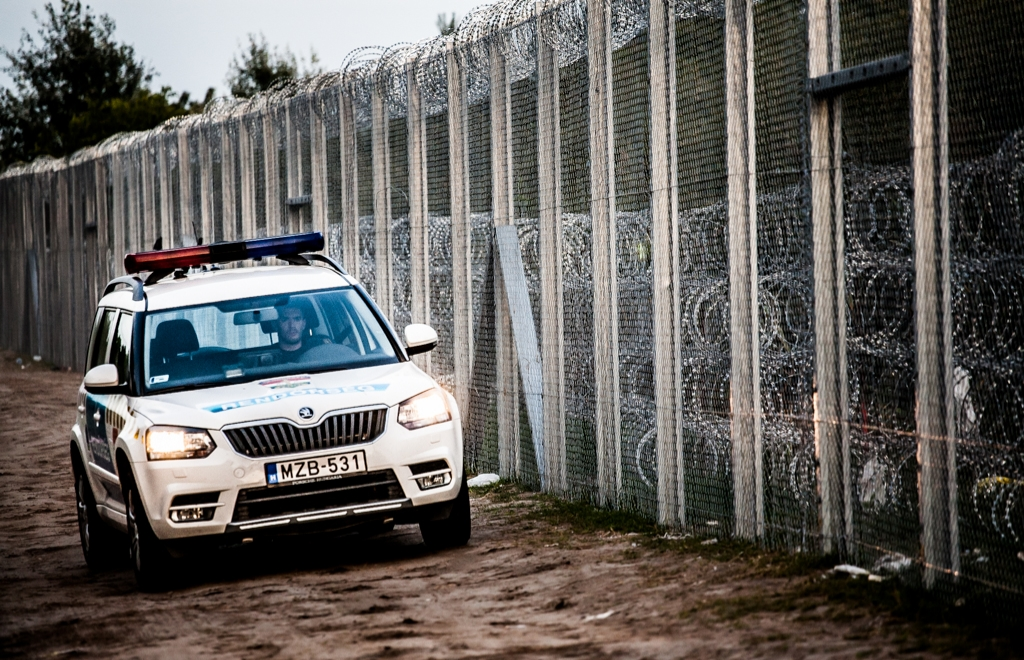
Agente patrullando la frontera

## Desarrollo de los pasos fronterizos
| Gráfico no disponible temporalmente debido a problemas técnicos. |                                                                  |
|                                                                  | Gráfico no disponible temporalmente debido a problemas técnicos. |